# Жилин, Сергей Сергеевич
Сергей Сергеевич Жилин (23 октября 1966 года, Москва, РСФСР, СССР) — российский пианист, дирижёр, бэнд-лидер, аранжировщик, и композитор. Народный артист Российской Федерации (2019), артист Москонцерта.
Руководитель музыкальных коллективов, объединённых общим названием «Фонограф»: «Фонограф-Джаз-Трио», «Фонограф-Джаз-Квартет», «Фонограф-Джаз-Квинтет», «Фонограф-Джаз-Секстет», «Фонограф-Дикси-Бэнд», «Фонограф-Джаз-Бэнд», «Фонограф-Биг-Бэнд», «Фонограф-Симфо-Джаз».

## Биография
Сергей Жилин родился в 1966 году в семье ученых — отец был профессором, доктором технических и экономических наук, мать — доктором химических наук. По материнской линии имеет грузинские корни.
Первым учителем музыки для Сергея в его раннем детстве стала его бабушка Тамара Викторовна, сама окончившая Ростовскую консерваторию — педагог по фортепиано и скрипке, она в 2,5 года обнаружила у Сергея абсолютный слух и посадила за инструмент. Позже учился в Центральной музыкальной школе при Московской консерватории, откуда был отчислен, так как кроме музыки, занимался различными видами спорта и не успевал. После 8 класса средней школы поступил, а позже окончил ПТУ по специальности «электромонтажник по оборудованию летательных аппаратов». По специальности не работал, а начал заниматься джазом.
В 1982 году он пришёл поступать в студию музыкальной импровизации, которая располагалась при ДК «Москворечье». На отборочном конкурсе Жилин исполнял составленную из классических произведений программу. К концу первого курса сложился фортепианный дуэт — Сергей Жилин и Михаил Стефанюк. Играли регтаймы Скотта Джоплина и собственные обработки традиционных стандартов для двух роялей.
Помимо фортепиано, Сергей Жилин владеет духовыми инструментами, в частности сузафоном, разновидностью геликона.

## Рождение «Фонографа»
Первое появление «Фонографа» на сцене в составе традиционного диксиленда состоялось весной 1983 года на джазовом фестивале в студии при ДК «Москворечье». Позже на одном из очередных фестивалей студии состоялось знакомство с Юрием Саульским, который в 1986 году пригласил «Фонограф» для участия в Московском джазовом фестивале. Затем было выступление на фестивале «Московская осень», который ежегодно устраивал Союз композиторов. Уже с первых шагов на своем творческом пути коллектив молодых музыкантов успешно завоевывал любовь и интерес публики.
В 1992 году на эстрадном конкурсе в Ялте Сергей познакомился с художественным руководителем и главным дирижёром Президентского оркестра РФ Павлом Овсянниковым. Молодой музыкант заинтересовал Овсянникова высоким уровнем игры, умением работать с любым музыкальным материалом, способностью быстро и качественно делать аранжировки. Павел Борисович стал приглашать пианиста на выступления и гастроли со своим оркестром. Так в 1994 году состоялось совместное выступление Сергея Жилина (рояль) и бывшего президента США Билла Клинтона (саксофон). Вместе они исполнили «Summertime» и «My Funny Valentine». Клинтон поблагодарил своего музыкального партнёра, а госсекретарь США Уоррен Кристофер поинтересовался, «откуда у парня американская грусть». Сергей ответил, что просто любит джаз. Совместный джем имел огромный успех, а Клинтон тогда сказал, что для него было «большой честью играть с лучшим джазовым пианистом России». С тех пор к Сергею Жилину прочно прикрепился титул «пианиста, который играл джаз с американским президентом». Потом было выступление на приёме, который устроил мэр Москвы в честь Лайзы Минелли, знакомство с Томом Джонсом, многочисленные выступления с самыми яркими российскими звёздами.
К 1995 году «Фонограф» оформился в целую организацию — «Культурный центр „Фонограф“». Спустя некоторое время была создана студия звукозаписи, в которой по сей день записываются и музыкальные коллективы «Фонографа», и многие известные российские артисты.

#### Концертная деятельность
Первый большой сольный концерт «Фонографа» состоялся в 1995 году в Центральном доме кинематографистов под эгидой Московской джазовой ассоциации. Он был записан телевидением и показан на Первом канале в цикле «Джаз по четвергам».
В 1996 году в Доме композиторов состоялся юбилейный концерт Сергея Жилина «30 — это много или мало…», в том же зале, в котором 20 лет назад впервые на «взрослую» сцену вышел ученик Центральной музыкальной школы при Московской консерватории Сережа Жилин. В качестве гостей были приглашены коллеги по цеху. Позже вышла в свет пластинка с самыми яркими моментами концерта.
Ещё одна из наиболее запомнившихся программ того времени — концерт памяти Эллы Фицджеральд в Театре эстрады.
В 1996—1997 годах в театре «Школа современной пьесы» прошёл цикл концертов под названием «Фонограф-Джаз-Театр». Это были не совсем обычные сольные концерты: туда приглашали единомышленников, влюбленных в джаз друзей и коллег. С каждым гостем музыканты «Фонографа» играли одну-две совместные композиции. Эта идея нашла своё логическое завершение в программе, которую «Фонограф» представил в Театре эстрады в апреле 1997 года. И название концерта было очень точным — «Мы хотим быть разными». Русский фольклор, блюз, поп-музыка, эстрадный танец, художественное чтение и, конечно, джаз — все это, как в калейдоскопе, было представлено на сцене в тот вечер.
В 1997 году состоялся ещё один знаковый для Сергея Жилина и «Фонограф-Джаз-Бэнда» концерт в Театре эстрады — «В созвездии Оскара Питерсона». Организатор и вдохновитель программы, Жилин собрал на одной сцене ведущих джазовых пианистов страны — в концерте участвовали Игорь Бриль, Даниил Крамер, Андрей Разин. Это был блестящий парад солистов и мастеров импровизации.
1999 год был ознаменован концертом «Фонограф-Джаз-Квартета» «Посвящение Оскару Питерсону» в Концертном зале им. П. И. Чайковского.
В 2001 году на фестивале «Джаз над Волгой» в Ярославле музыканты «Фонографа» познакомились с джазменами из Барлингтона (США). Американцы пригласили коллег на свой джазовый фестиваль. В США «Фонограф-Джаз-Квартет» приняли очень хорошо, и вместо запланированных четырёх концертов коллектив отыграл целых шесть. В том же году «Фонограф-Джаз-Квартет» участвовал в фестивалях российского искусства во Франции и Италии.
Следующий год ознаменовался для музыкантов выступлением на самом большом и престижном европейском джазовом фестивале в Монтрё (Швейцария) — там в июле 2002 года у «Фонограф-Джаз-Квартета» состоялись 4 аншлаговых концерта.
В 2002—2003 годах «Фонограф» играл роль аккомпанирующего оркестра в мюзикле «Чикаго» в Московском театре эстрады. Именно в этом проекте Сергей Сергеевич Жилин впервые встал за дирижёрский пульт. Специально для «Чикаго» был создан оркестр, два десятка виртуозов которого впоследствии составили основу «Фонограф-Биг-Бэнда». Первый концерт нового коллектива состоялся в 2003 году в Театре эстрады в рамках международного фестиваля «Триумф джаза».
В 2005 году Сергею Жилину было присвоено звание «Заслуженный артист Российской Федерации».
В мае 2007 года Сергей Жилин выступил музыкальным руководителем и главным дирижёром концертной версии рок-оперы «Парфюмер» с участием оркестра «Фонограф-Симфо-Джаз». А уже осенью он взял на себя роль продюсера и художественного руководителя концерта в Театре эстрады, посвященного памяти Юрия Сергеевича Саульского и 55-летию его творческой деятельности. В ноябре в театре «Золотое кольцо» состоялась премьера совместной концертной программы Алексея Иващенко и оркестра «Фонограф-Симфо-Джаз» «Игра по новым правилам». Впоследствии эта программа была ещё не раз показана на крупных концертных площадках Москвы.
В 2013 году оркестру «Фонограф» исполнилось 30 лет, и этот юбилей коллектив отпраздновал 23 октября на главной сцене страны, в Государственном Кремлёвском дворце, при участии звёзд российской эстрады.

#### «Фонограф» сейчас
Если начать перечислять все фестивали и концерты с участием Сергея Жилина — список будет весьма впечатляющим: гастроли по России и за рубежом, многочисленные фестивали в России, джазовый абонемент в Твери, абонементы в театре «Золотое кольцо» и Московском международном Доме музыки, международные фестивали в Германии, Турции, Индии, Австрии.
Сергей Жилин не только активно концертирует и гастролирует, но и записывает пластинки: на сегодняшний день в его активе более 20 релизов на различных носителях. Это не только концертные записи, но и студийные работы, где Сергей Жилин реализует себя в различных составах: от сольных импровизаций и фортепианных дуэтов до джем-сейшенов с коллегами по джазу, блюзовыми и рок-музыкантами.
27 декабря 2019 года Сергею Жилину было присвоено звание «Народный артист Российской Федерации».

## «Фонограф» и ТВ
В 2005 году в истории «Фонографа» началась «телевизионная эра».
Первой работой на телевидении стал проект «Хазанов против НТВ» («Фонограф-Джаз-Бэнд»).
Далее были «Танцы со звёздами» на телеканале «Россия» (2006—2009), в этом проекте Сергей Жилин выступил как музыкальный руководитель и главный дирижёр. Задача перед оркестром стояла непростая — надо было исполнить множество произведений разных жанров и стилей. Главная же сложность состояла в том, что к исполнению предлагалась не традиционная танцевальная музыка, а известные песни, которые нужно было обработать и аранжировать в новой танцевальной стилистике, но коллектив справился с поставленной задачей на «отлично».
Отдельного внимания заслуживает работа оркестра «Фонограф-Симфо-Джаз» в музыкальных шоу Первого канала.
В 2006 году в эфир вышел проект «Две звезды», мгновенно ставший одним из самых ярких событий телевизионного сезона. Сергей Жилин вновь взял на себя обязанности музыкального руководителя и главного дирижёра. Здесь сроки были ещё более жесткими, чем в «Танцах»: оркестру необходимо было подготовить музыкальный материал сразу к пяти-шести программам. В результате оркестр обеспечивал живой звук на площадке на протяжении всех 7 сезонов. В четвёртом сезоне проекта (2012) Сергей Жилин впервые примерил на себя роль вокалиста: их дуэт с Анжеликой Варум занял третье место по итогам голосования жюри.
В 2008 году симфоджазовый состав «Фонографа» участвовал в съёмках телешоу «Можешь? Спой!». С 2009 по 2016 год оркестр аккомпанировал звёздам российской эстрады в программе «Достояние республики».
В 2012 году главный телеканал страны выпустил на экраны музыкальное шоу «Голос». На протяжении 13 сезонов живым музыкальным сопровождением проекта выступает оркестр «Фонограф-Симфо-Джаз» под управлением Сергея Жилина. «Голос» принципиально отличается от всех традиционных вокальных конкурсов на отечественном телевидении в первую очередь исключительно живым звучанием — все номера записывают с одного дубля, за которым стоят многочасовые репетиции с «Фонографом».
В 2014 году зрители увидели первый сезон шоу «Голос. Дети». Живой звук на съёмочной площадке обеспечивал оркестр «Фонограф-Джаз-Бэнд».

## Коллективы и программы «Фонографа»
- Сольная программа Сергея Жилина;
- «Фортепианный дуэт» — «Джаз на двоих»;
- «Фонограф-Джаз-Трио» — «Чайковский in Jazz»;
- «Фонограф-Джаз-Квартет» — «Посвящение Оскару Питерсону»; «Упоение джазом» (с солисткой);
- «Фонограф-Джаз-Квинтет» — «Мамбо-джаз»;
- «Фонограф-Джаз-Секстет» — «Jazz & Rock, Rock & Jazz», «Pop-Jazz»;
- «Фонограф-Дикси-Бэнд» — «Мир Диксиленда»;
- «Фонограф-Джаз-Бэнд» — «James Bond Dance», «Во имя любви» (посвящение группе «Earth, Wind & Fire»);
- «Фонограф-Биг-Бэнд» — «Упоение джазом»;
- «Фонограф-Симфо-Джаз» — «Легендарные мелодии XX века», «Игра по новым правилам»;
- Эстрадно-симфонический оркестр — «Чёрный кот» и другие хиты разных лет.

## Дискография
- 1997 год — «30 — это много или мало…» («Фонограф-Джаз-Бэнд»).
- 1998 год — «Мы хотим быть разными». Концерт в Театре эстрады («Фонограф-Джаз-Бэнд») (VHS).
- 1999 год — Концерт в Большом зале Центрального дома кинематографистов 5 мая 1995 года («Фонограф-Джаз-Трио» и «Фонограф-Джаз-Бэнд»).
- 1999 год — «Посвящение Оскару Питерсону» («Фонограф-Джаз-Квартет»).
- 2001 год — Джазовое шоу «В созвездии Питерсона». Концерт в Театре эстрады 4 декабря 1997 года («Фонограф-Джаз-Трио» и «Фонограф-Джаз-Бэнд») (VHS).
- 2001 год — Концерт в Государственном концертном зале им. П. И. Чайковского 23 октября 1999 года («Фонограф-Джаз-Квартет») (VHS).
- 2002 год — «35 и 5». Концерт в «Ле клубе» 23 октября 2001 года («Фонограф-Джаз-Бэнд») (VHS).
- 2002 год — Концерт в «Ле клубе» 29 марта 2002 года («Фонограф-Джаз-Бэнд»).
- 2003 год — «Соло в четыре руки». Борис Фрумкин и Сергей Жилин.
- 2004 год — «Упоение джазом». Концерт в Театре эстрады 23 октября 2003 года («Фонограф-Биг-Бэнд» и «Фонограф-Джаз-Бэнд») (DVD).
- 2005 год — «Чайковский in Jazz. Времена года — 2005». («Фонограф-Джаз-Трио»).
- 2007 год — «Mambo-Jazz». («Фонограф-Джаз-Квартет»).
- 2008 год — «Легендарные мелодии XX века». («Фонограф-Симфо-Джаз») (2CD).
- 2008 год — «Черный кот» и другие хиты прошлых лет". Концерт, посвящённый 55-летию творческой деятельности Ю. С. Саульского (DVD).
- 2009 год — «Чайковский in Jazz. New» («Фонограф-Джаз-Трио»).
- 2011 год — «Во имя любви». Посвящение группе «Earth, Wind & Fire» («Фонограф-Джаз-Бэнд»).

## Награды и звания
- Народный артист Российской Федерации (27 декабря 2019 года) — за большие заслуги в области культуры и искусства, многолетнюю плодотворную деятельность[7].

- Премия города Москвы 2015 года в области литературы и искусства (3 августа 2015) — за цикл концертных программ «Упоение джазом», «Джазвалентайн» и работу в телепроектах Первого канала «Голос», «Голос. Дети».

- Заслуженный артист Российской Федерации (21 декабря 2005 года) — за заслуги в области искусства[8].